# Ängaån
Ängaån eller dialektalt Ängaåa är en liten å i Hälsingland, som flyter främst genom jordbruksmark norr om Enånger. Längd cirka 8 km inklusive källflöden, avrinningsområde drygt 10 km² 
Det långa sträckor dikade och rätade vattendraget rinner upp i Bodtjärnen, där det kallas Bodtjärnsbäcken, och passerar sedan genom den torrlagda men enligt planerna snart återskapade Ängasjön. Därefter går Ängaån under gamla E4 norr om Enånger och mynnar slutligen i Enångersån nära landsvägen ut mot Borka. 